# Сентертаун (Міссурі)
Сентертаун (англ. Centertown) — селище (англ. village) в США, в окрузі Коул штату Міссурі. Населення — 284 особи (2020).

## Географія
Сентертаун розташований за координатами 38°37′5″ пн. ш. 92°24′32″ зх. д. / 38.61806° пн. ш. 92.40889° зх. д. (38.617995, -92.408952).  За даними Бюро перепису населення США в 2010 році селище мало площу 2,45 км², уся площа — суходіл.

## Демографія
Згідно з переписом 2010 року, у місті мешкало 278 осіб у 128 домогосподарствах у складі 77 родин. Густота населення становила 113 особи/км².  Було 151 помешкання (62/км²).
Расовий склад населення:
| - 97,1 % — білих - 0,7 % — чорних або афроамериканців - 0,4 % — азіатів |

До двох чи більше рас належало 1,4 %. Частка іспаномовних становила 0,7 % від усіх жителів.
За віковим діапазоном населення розподілялося таким чином: 19,1 % — особи молодші 18 років, 60,4 % — особи у віці 18—64 років, 20,5 % — особи у віці 65 років та старші. Медіана віку мешканця становила 45,1 року. На 100 осіб жіночої статі у місті припадало 90,4 чоловіків;  на 100 жінок у віці від 18 років та старших — 94,0 чоловіків також старших 18 років.
Середній дохід на одне домашнє господарство  становив 52 588 доларів США (медіана — 50 417), а середній дохід на одну сім'ю — 60 777 доларів (медіана — 56 250). Медіана доходів становила 43 250 доларів для чоловіків та 30 750 доларів для жінок. За межею бідності перебувало 11,3 % осіб, у тому числі 12,5 % дітей у віці до 18 років та 13,3 % осіб у віці 65 років та старших.
Цивільне працевлаштоване населення становило 156 осіб. Основні галузі зайнятості: публічна адміністрація — 24,4 %, освіта, охорона здоров'я та соціальна допомога — 15,4 %, науковці, спеціалісти, менеджери — 9,6 %, виробництво — 9,0 %.